# خوسيه سيميون
خوسيه سيميون (بالإسبانية: José Simeón)‏ مواليد 19 مارس 1991 في شلا، بلنسية، إسبانيا، هو لاعب كرة سلة إسباني. لعب مع فريق فالنسيا باسكت. فاز بكأس أوروبا لكرة السلة مرة واحدة وذلك في موسم 2009–10. كما فاز ببطولة أمم أوروبا لكرة السلة تحت 20 سنة في 2011.

## روابط خارجية
- خوسيه سيميون على موقع الاتحاد الدولي لكرة السلة (الإنجليزية)
- خوسيه سيميون على موقع الدوري الأوروبي لكرة السلة (الإنجليزية)
- خوسيه سيميون على موقع الدوري الإسباني لكرة السلة (الإسبانية)
- خوسيه سيميون على موقع كرة السلة الأوروبية.كوم (الإنجليزية)
- خوسيه سيميون على موقع ريلجم (الإنجليزية)
- خوسيه سيميون على موقع بروبوليرز (الإنجليزية)
- خوسيه سيميون على موقع سبورتس رفرنس (الإنجليزية)